# Міхалово
Міхалово (пол. Michałowo, біл. Міхалова) — місто в східній Польщі.
Належить до Білостоцького повіту Підляського воєводства.

## Історія
Станом на 1885 рік у містечку Михалово (Незабудки-Михайлово), центрі Михайлівської волості Білостоцького повіту Гродненської губернії мешкало 1957 осіб, існували єврейський молитовний будинок, 11 суконних фабрик, 30 ручних суконних майстерень, 16 лавок, відбувалось базари.

## Демографія
За переписом 1897 року кількість мешканців зросла до 3147 осіб (1561 чоловічої статі та 1586 — жіночої), з яких 498 — православної віри, 1033 — юдейської, 516 — римо-католицької, 1100 — протестантської.
Демографічна структура станом на 31 березня 2011 року:
|          | Загалом | Допрацездатний вік | Працездатний вік | Постпрацездатний вік |
| -------- | ------- | ------------------ | ---------------- | -------------------- |
| Чоловіки | 1571    | 289                | 1098             | 184                  |
| Жінки    | 1632    | 253                | 970              | 409                  |
| Разом    | 3203    | 542                | 2068             | 593                  |